# Hadena vilis
Hadena vilis är en fjärilsart som beskrevs av M.Gaede 1916. Hadena vilis ingår i släktet Hadena och familjen nattflyn. Inga underarter finns listade i Catalogue of Life.